# Anelaphus bravoi
Anelaphus bravoi es una especie de escarabajo longicornio del género Anelaphus, categorizada en la tribu Elaphidiini, de la subfamilia Cerambycinae.
Mide 13,7 mm de longitud. El período de vuelo para ejemplares adultos se presenta durante el mes de diciembre.
Existe un ejemplar bien conservado en el museo de zoología de la Universidad Estatal de Feira de Santana, en el estado de Bahía.

## Taxonomía
Se atribuye su descripción a  Galileo y Martins, quienes la nombraron por primera vez en 2010. La especie aparece registrada en la sección Novas espécies de Prioninae e de Cerambycinae (Cerambycidae) da Região Neotropical de la revista Brasileira de Entomologia, 54 (1): 32–37, publicada en 2010 por Galileo María Helena, M. y Martins Ubirajara, R.

## Distribución
Se distribuye por América del Sur, específicamente en Brasil.